# Ed Brubaker
Ed Brubaker (n. 17 de noviembre de 1966) es un guionista estadounidense ganador del Premio Eisner. Nació en el Centro Médico Naval Nacional en Bethesda, Maryland. Es especialmente conocido por su trabajo como guionista de cómics en títulos como Batman, Daredevil, Capitán América, The Immortal Iron Fist, Catwoman, Gotham Central, Sleeper, X-Men: Génesis Mortal, Uncanny X-Men, y The Authority: Revolution, y por ser uno de los encargados en revitalizar el cómic de género negro. Desde 2007 vive en Seattle, Washington. Ha ganado el Premio Eisner en cuatro ocasiones.

## Estilo de escritura
El primer trabajo de Brubaker en el mundo del cómic fue ante todo en el género negro con trabajos como Lowlife, The Fall, Sandman Presents: Dead Boy Detectives y Scene of the Crime. Su primer trabajo de superhéroes tendía a incorporar algunos aspectos del género negro - ejemplos como Batman (Detective Comics), Catwoman y Sleeper.
Esto ha continuado con su trabajo en Marvel, como en Daredevil y Criminal. Sin embargo, también ha trabajado en otras series superheróicas de Marvel como Capitán América y Uncanny X-Men, e incluso ha escrito una miniserie dedicada al soberbio Supervillano conocido como el Doctor Muerte llamada Los Libros de Muerte.

## Premios y nominaciones

### Premios
- 2000 Premio Prism ("Diguises" from Catwoman #17-19)  (enlace roto disponible en Internet Archive; véase el historial, la primera versión y la última).
- 2004 Premio GLAAD Media - Cómic Destacado (Catwoman)  Archivado el 26 de septiembre de 2007 en Wayback Machine.
- 2006 Premio Harvey - Mejor Guionista (Captain America)
- 2007 Premio Eisner - Mejor Guionista (Daredevil, Capitán América, Criminal), Mejor Serie Nueva (Criminal con Sean Phillips)
- 2007 Premio Harvey - Mejor Guionista (Daredevil)
- 2008 Premio Eisner - Mejor Guionista (Daredevil, Capitán América, Criminal y Inmortal Puño de Hierro)
- 2010 Premio Eisner - Mejor Guionista (Daredevil, Capitán América, Criminal, Proyecto Marvels e Incognito) Mejor Número Único (Capitán América n.601 USA, dibujado por Gene Colan)
- 2012 Premio Eisner - Mejor Serie Limitada o Arco Argumental (Criminal: The Last of the Innocent con Sean Phillips)

### Nominaciones
- 1993 Premio Eisner - Mejor Equipo Guionista-Dibujante ("Una muerte accidental")
- 1997 Premio Harvey - Mejor Nueva Serie (Detour)
- 1997 Premio Ignatz - Novela Gráfica o Colección Destacada (At the Seams)
- 1999 Premio Eisner - Mejor Guionista (Scene of the Crime) y Mejor Miniserie (Scene of the Crime)
- 2006 Premio Harvey - Mejor Guionista (Daredevil)
- 2007 Premio Eisner - Mejor Serie Regular (Daredevil con Michael Lark y Stefano Gaudiano, Capitán América con Steve Epting)
- 2007 Premio Harvey - Mejor Guionista (Daredevil)
- 2010 Premio Eisner - Mejor Serie Limitada o Arco Argumental (Incognito), con Sean Phillips

## Comics

### MarvelComics
- Capitán América (Captain America Vol.5 #1-)
- Capitán América Especial 65º Aniversario #1
- El Soldado de Invierno: El Invierno Mata (Winter Soldier: Winter Kills #1)
- Jóvenes Vengadores presentan: Patriota (Young Avengers Presents nº 1 Patriot)
- El Proyecto Marvels (The Marvels Project 1 a 6)
- Daredevil vol 2. #82- vol 1. #500.
- Los Libros de Muerte (Books of Doom #1-6).
- El Inmortal Puño de Hierro. Lo Co-guioniza junto a Matt Fraction.
- X-Men: Génesis Mortal #1-6
- "X-Men: Messiah Complex
- La Patrulla X (Uncanny X-men #475 - 503)
- Steve Rogers: Super soldier
- Secret Avengers (Secret Avengers Vol. 1 #1 - 12)

### MarvelIcon
- Criminal #1- Colección independiente del Universo Marvel (Icon) (Marvel Comics; octubre de 2006 - )
- Incógnito  #1 - 6 Colección independiente del Universo Marvel (Icon) (Marvel Comics)

### DC Comics
- The Authority: Revolution # 1-12 (Wildstorm; diciembre de 2004 - diciembre de 2005)
- Batman #582-586, 591-607 (DC Comics; octubre de 2000 - noviembre de 2002)
- Batman: Gotham Noir (DC Comics; marzo de 2001)
- Batman: The Man Who Laughs (DC Comics; febrero de 2005)
- Batman: Our Worlds At War #1 (DC Comics; agosto de 2001)
- Batman: Turning Points #2-3 (DC Comics; enero de 2001)
- Catwoman #1-37 (DC Comics; enero de 2002 - enero de 2005)
- Catwoman Secret Files and Origins #1 (DC Comics; noviembre de 2002)
- Coup D'Etat: Sleeper #1 (Wildstorm; abril de 2004)
- Dark Horse Presenta #65-67 (Dark Horse Comics; "Una muerte accidental", septiembre - noviembre de 1992)
- Deadenders #1-16 (Vertigo; marzo de 2000 - junio de 2001)
- Detective Comics #758 (DC Comics; complemento "Lección de historia"; julio de 2001)
- Detective Comics #759-762 (DC Comics; complemento "Trail of the Catwoman part 1-4", agosto - noviembre de 2001)
- Detective Comics #777-786 (DC Comics; febrero - noviembre de 2003)
- Gotham Central #1-6 (DC Comics; con Greg Rucka; febrero - mayo de 2003)
- Gotham Central #11 (DC Comics; noviembre de 2003)
- Gotham Central #12-15 (DC Comics; con Greg Rucka; diciembre de 2003 - marzo de 2004)
- Gotham Central #16 (DC Comics; abril de 2004)
- Gotham Central #19-22 (DC Comics; julio - octubre de 2004)
- Gotham Central #26-27 (DC Comics; febrero de 2005)
- Gotham Central #33-36 (DC Comics; con Greg Rucka; septiembre de 2003 - diciembre de 2004)
- Point Blank #1-5 (octubre de 2002 - febrero de 2003)
- Sandman Presents: Dead Boy Detectives #1-4 (Vertigo; agosto - noviembre de 2001)
- Escene del crimen #1-4 (Vertigo; mayo - agosto de 1999)
- Sleeper #1-12 (Wildstorm; marzo de 2003 - marzo de 2004)
- Sleeper: Segunda Temporada #1-12 (Wildstorm; agosto de 2004 - julio de 2005)
- Tom Strong #29, 30 (America's Best Comics; diciembre de 2004 - enero de 2005)

### Image Comics
- Fatale 2012-2014. Recopilada en España en 2 tomos por Panini Cómics.

- Velvet 2013-2016. Recopilada en España en 3 tomos por Panini Cómics.

- The Fade Out 2013-2016. Recopilada en España en tomo integral por Panini Cómics.

- Kill or be Killed 2016-. Editada en España por Panini, en tomos recopilatorios.

- Reckless 2020-. Editada en España por Panini, en tomos recopilatorios.

## En televisión
El escritor se unió al equipo de guionistas de Westworld, show de HBO que adapta la película del mismo nombre. Brubaker coescribió el episodio “La teoría de la disonancia” junto a Johnathan Nolan, uno de los showrunner de la serie.
Brubaker es el escritor y cocreador de Too Old To Die Young, una serie de crimen ubicada en la ciudad de Los Ángeles. El guionista coescribe los 10 episodios de la primera temporada.